# همه‌پرسی استقلال اسکاتلند (۲۰۱۴)
همه‌پرسی استقلال اسکاتلند توسط دولت اسکاتلند در ۱۸ سپتامبر ۲۰۱۴ برای استقلال اسکاتلند از بریتانیا، از رای‌دهندگان اسکاتلندی انجام شد که در نهایت با رای منفی بیش از ۵۰ درصد رای‌دهندگان، اسکاتلند به عنوان بخشی از بریتانیا باقی ماند.
همه‌پرسی در پی توافقی میان دولت اسکاتلند و دولت بریتانیا اجرا شد. این سؤال در همه‌پرسی مطرح شد که «آیا اسکاتلند باید کشوری مستقل باشد؟»
مسئله‌های اصلی در همه‌پرسی این‌ها بودند: توانایی اقتصادی اسکاتلند، ترتیبات دفاعی، روابط مستمر با بریتانیا، و ادامهٔ عضویت در سازمان‌های فراملی چون ناتو و خصوصاً اتحادیه اروپا در تاریخ ۲۸ مارس ۲۰۱۷ مجلس اسکاتلند به برگزاری دوباره همه‌پرسی جدایی اسکاتلند از بریتانیا رای مثبت داد.

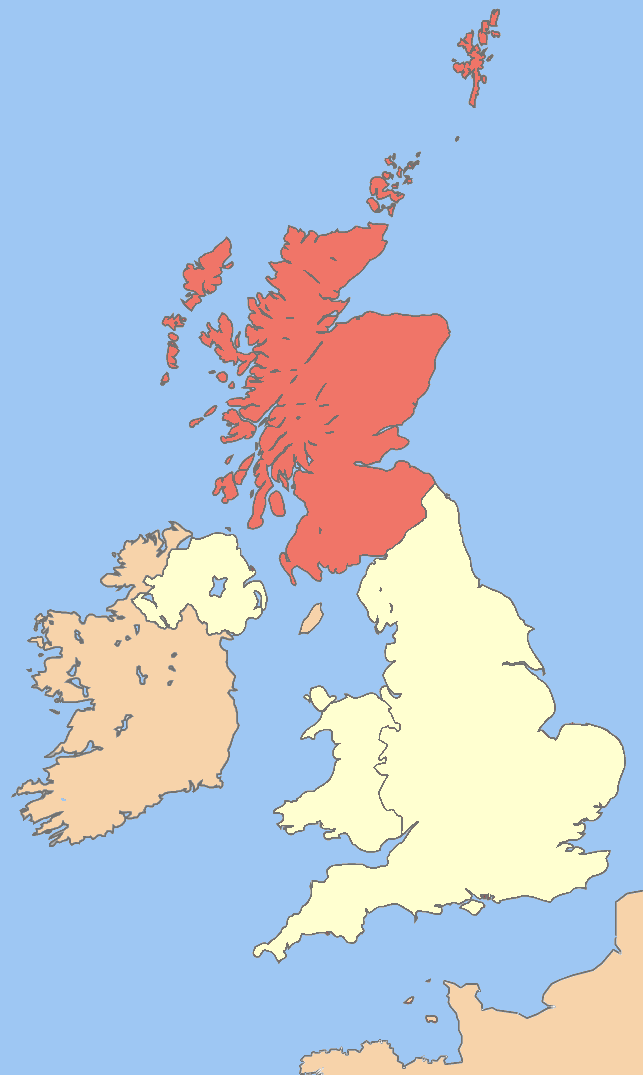
اسکاتلند (قرمز کمرنگ) درون بریتانیا

## مسائل

### پادشاهی
حزب ملی اسکاتلند علاقه‌مند به حفظ اتحاد شخصی با سایر مناطق بریتانیاست و خواهان عضویت در اتحادیه کشورهای همسود است. در خصوص پادشاهی بریتانیا در اسکاتلند سالموند گفته، پادشاهی حفظ خواهد شد و ارتباط نزدیک وی با الیزابت دوم نشانهٔ علاقه‌مندی به حفظ روابط دیده شده است. گفته شده ملکه از آیندهٔ بریتانیا «خواهد ترسید» ولی نتیجهٔ همه‌پرسی را می‌پذیرد.

## حمایت‌ها
افراد و گروه‌هایی که در خصوص استقلال اسکاتلند به ابراز نظر پرداخته‌اند در این بخش ذکر می‌شوند.

### علیه استقلال

#### احزاب سیاسی ثبت شده
- حزب ملی بریتانیا[۸]
- حزب محافظه‌کار (بریتانیا)
- حزب کارگر (بریتانیا)
- حزب لیبرال دموکرات (بریتانیا)
- حزب ریسپکت[۹]
- حزب استقلال پادشاهی متحد (UKIP)

#### روزنامه‌ها
- دیلی میل[۱۰]
- اکونومیست[۱۱]
- فایننشیال تایمز[۱۲]
- گاردین[۱۳]

#### کسب و کارها
- بی‌ای‌ئی سیستمز، پیمانکار دفاعی.[۱۴]
- بی‌پی، شرکت نفت و گاز.[۱۵]

#### افراد

##### سیاستمداران

###### درون بریتانیا
- تونی بلر، نخست‌وزیر سابق بریتانیا (کارگر).[۱۶]
- گوردون براون، نخست‌وزیر سابق بریتانیا (کارگر).[۱۷]
- دیوید کامرون نماینده مجلس عوام، نخست‌وزیر بریتانیا (محافظه‌کار).
- نیک کلگ نماینده مجلس عوام، معاون نخست‌وزیر بریتانیا (لیبرال دموکرات).[۱۸]
- نایجل فراژ نماینده پارلمان اروپا، رهبر یوکیپ
- جرج گلووی نماینده مجلس عوام، رهبر حزب ریسپکت.[۱۹]
- جان میجر، نخست‌وزیر سابق بریتانیا (محافظه کار).[۲۰]

##### بین‌المللی
- تونی ابوت، نخست‌وزیر استرالیا.[۲۱]
- کارن بس، نماینده مجلس آمریکا.[۲۲]
- کارل بیلت، وزیر امور خارجه سوئد.[۲۳]
- رابرت بردی، نماینده مجلس آمریکا.[۲۲]
- هیلاری کلینتون، وزیر خارجه سابق آمریکا.[۲۴]
- جری کنلی، نماینده مجلس آمریکا.[۲۲]
- پال کوک، نماینده مجلس آمریکا.[۲۲]
- جیم کوستا، نماینده مجلس آمریکا.[۲۲]
- الیوت انگل، نماینده مجلس آمریکا.[۲۲]
- لوئیس فرانکل، US Congresswoman.[۲۲]
- ترنت فرنکس، نماینده مجلس آمریکا.[۲۲]
- جنیک هان، نماینده مجلس آمریکا.[۲۲]
- استیون هارپر، نخست‌وزیر کانادا.[۲۵]
- مایکل ایگناتیف، رهبر سابق حزب لیبرال کانادا.[۲۶]
- استیو اسرائیل، نماینده مجلس آمریکا.[۲۲]
- بیل کیتینگ، نماینده مجلس آمریکا.[۲۲]
- لی که چیانگ، نخست‌وزیر چین.[۲۷]
- بیلی لانگ، نماینده مجلس آمریکا.[۲۲]
- آن لونثال، نماینده مجلس آمریکا.[۲۲]
- گرگوری میکس، نماینده مجلس آمریکا.[۲۲]
- گریس ناپلیتانو، نماینده مجلس آمریکا.[۲۲]
- باراک اوباما، رئیس‌جمهور سابق ایالات متحده آمریکا.[۲۸]
- دانا روراباکر، US Congresswoman.[۲۲]
- اد ریک، نماینده مجلس آمریکا.[۲۲]
- داچ روپرسبرگر، نماینده مجلس آمریکا.[۲۲]
- لرتا سانچز، نماینده مجلس آمریکا.[۲۲]
- دیوید اسکات (سیاستمدار جورجیا), نماینده مجلس آمریکا.[۲۲]
- برد شرمن، نماینده مجلس آمریکا.[۲۲]
- جکی اسپیر، نماینده مجلس آمریکا.[۲۲]
- استیو استاکمن، نماینده مجلس آمریکا.[۲۲]
- میک تامسون (سیاستمدار), نماینده مجلس آمریکا.[۲۲]
- مایکل ترنر، نماینده مجلس آمریکا.[۲۲]
- یوان وارگاس، نماینده مجلس آمریکا.[۲۲]

#### اهالی کسب و کار
- بن ون بورن، مدیرعامل رویال داچ شل.[۲۹]
- ریچارد برانسون، مؤسس گروه ویرجین.[۳۰]
- سایمون کاول، مؤسس سایکو[۳۱]
- باب دادلی، مدیر ارشد بی‌پی.[۱۴]
- داگلاس فلینت، رئیس هیئت مدیرهٔ گروه اچ‌اس‌بی‌سی.
- آندره مکنزی، مدیر ارشد بی‌اچ‌پی بیلیتون.
- یان تیلور، رئیس و مدیرعامل ویتول.

##### بازیگران
- جنی اگاتر
- جان بارومن
- هلنا بونهام کارتر[۳۲]
- سیمون کالو[۳۳]
- استیو کوگان[۳۴]
- دومینیک کوپر
- جودی دنچ[۳۲]
- مایکل داگلاس
- تام هالندر
- ادی ایزارد[۳۵]
- رز لزلی[۳۱]
- مایک مایرز[۳۶]
- پاتریک استوارت
- دیوید سوشی
- اما تامسون[۳۷]
- زئو وانامیکر
- دومینیک وست
- کوین واتلی
- ریچارد ویلسون[۳۸]
- ری وینستون

##### موسیقی‌دانان
- دیوید بویی[۳۹]
- سوزان بویل
- برایان فری (راکسی میوزیک)* باب گلداف (Boomtown Rats)[۴۰]
- بابی گلسپی (پرایمل اسکریم)[۴۱]
- دیوید گیلمور (پینک فلوید)
- میک جگر (رولینگ استونز)[۳۲]
- اندرو لوید وبر
- ویرا لین* پل مک‌کارتنی (بیتلز)[۴۲]
- کلیف ریچارد
- راد استیوارت[۴۳]
- استینگ[۳۲]

#### ورزشکاران
- بن اینسلی، قایقران.
- بابی چارلتون، فوتبالیست.[۴۲]
- Steve Cram, runner.
- پت کرراند،  football player.
- تام دیلی،  diver.
- الکس فرگوسن، مربی و بازیکن فوتبال[۴۴]
- دنیس لا، football player.
- جیم لایتون،  football player.
- دیوید مویس، بازیکن و مربی فوتبال.
- استیو ردگریو، روئر.
- پیتر رید، فوتبالیست.
- دیوید ویلکی، شناگر.[۴۵]

##### نویسندگان و دانشگاهیان
- الن دو باتن
- نیک کوهن
- ریچارد داوکینز
- ای. سی. گریلینگ
- استیون هاوکینگ[۳۲]
- تام هالند
- هاوارد جاکوبسن
- پل کروگمن[۴۶]
- پائول نرس
- مارتین ریس
- جی.کی. رولینگ[۴۷]

### حامیان استقلال

#### احزاب سیاسی ثبت شده
- حزب ملی اسکاتلند[۴۸]

##### سیاستمداران

###### درون بریتانیا
- الکس ساموند، وزیر اول اسکاتلند و رهبر حزب ملی اسکاتلند

##### بازیگران
- رابی کالتران
- شان کانری
- جیمز کازمو
- برایان کوکس (بازیگر)
- الن کومینگ
- ریس آیفنز
- کوین مک‌کید[۴۹]
- پیتر مولان
- کن استات[۵۰]

##### موسیقی‌دانان
- فیش (خواننده)[۵۱]
- مورسیه[۵۲]
- سگو رش
- امی مکدونالد[۵۳]

##### نویسندگان و دانشگاهیان
- طارق علی[۵۴]
- نوآم چامسکی[۵۵]
- ایروین ولش[۵۶]

##### دیگر چهره‌ها
- کن لوچ، کارگردان فیلم.
- جک وتریانو، نقاش.
- اندی ماری، تنیس‌باز

## نظرسنجی‌ها

نظرسنجی‌های اخیر

### ۲۰۱۳
| زمان برگزاری         | Polling organisation/client                                          | نمونه size | آری | خیر | تصمیم نگرفته | Lead |
| -------------------- | -------------------------------------------------------------------- | ---------- | --- | --- | ------------ | ---- |
| ۱۲–۲۰ نوامبر         | Panelbase                                                            | ۱٬۰۰۶      | ۳۸٪ | ۴۷٪ | ۱۵٪          | ۹٪   |
| ۲۳–۳۰ اکتبر          | TNS BMRB بایگانی‌شده در ۳ دسامبر ۲۰۱۳ توسط Wayback Machine            | ۱٬۰۱۰      | ۲۵٪ | ۴۳٪ | ۳۲٪          | ۱۸٪  |
| ۱۷–۲۴ اکتبر          | Panelbase/Wings Over Scotland                                        | ۱٬۰۰۸      | ۳۷٪ | ۴۵٪ | ۱۷٪          | ۸٪   |
| ۲۵ سپتامبر - ۲ اکتبر | TNS BMRB بایگانی‌شده در ۲۲ سپتامبر ۲۰۱۴ توسط Wayback Machine          | ۱٬۰۰۴      | ۲۵٪ | ۴۴٪ | ۳۱٪          | ۱۹٪  |
| ۱۳–۱۶ سپتامبر        | YouGov/Times                                                         | ۱٬۱۳۹      | ۳۲٪ | ۵۲٪ | ۱۵٪          | ۲۰٪  |
| ۹–۱۵ سپتامبر         | Ipsos MORI/STV News                                                  | ۱٬۰۰۰      | ۳۰٪ | ۵۷٪ | ۱۴٪          | ۲۷٪  |
| ۱۰–۱۳ سپتامبر        | ICM/Scotland on Sunday                                               | ۱٬۰۰۲      | ۳۲٪ | ۴۹٪ | ۱۹٪          | ۱۷٪  |
| ۳۰ اوت – ۵ سپتامبر   | Panelbase/Sunday Times                                               | ۱٬۰۰۲      | ۳۷٪ | ۴۷٪ | ۱۶٪          | ۱۰٪  |
| ۲۳–۲۸ اوت            | Panelbase/Scottish National Party                                    | ۱٬۰۴۳      | ۴۴٪ | ۴۳٪ | ۱۳٪          | ۱٪   |
| ۲۱–۲۷ اوت            | TNS BMRB                                                             | ۱٬۰۶۷      | ۲۵٪ | ۴۷٪ | ۲۸٪          | ۲۲٪  |
| ۱۹–۲۲ اوت            | YouGov/Devo Plus                                                     | ۱٬۱۷۱      | ۲۹٪ | ۵۹٪ | ۱۰٪          | ۳۰٪  |
| ۱۶ اوت               | Angus Reid/Daily Express                                             | ۵۴۹        | ۳۴٪ | ۴۷٪ | ۱۹٪          | ۱۳٪  |
| ۱۷–۲۴ ژوئیه          | Panelbase/Sunday Times                                               | ۱٬۰۰۱      | ۳۷٪ | ۴۶٪ | ۱۷٪          | ۹٪   |
| ۱۰–۱۶ مه             | Panelbase/Sunday Times                                               | ۱٬۰۰۴      | ۳۶٪ | ۴۴٪ | ۲۰٪          | ۸٪   |
| ۲۹ آوریل – ۵ مه      | Ipsos MORI/The Times                                                 | ۱٬۰۰۱      | ۳۱٪ | ۵۹٪ | ۱۰٪          | ۲۸٪  |
| ۲۰ مارس – ۲ آوریل    | TNS BMRB بایگانی‌شده در ۲۱ اوت ۲۰۱۳ توسط Wayback Machine              | ۱٬۰۰۲      | ۳۰٪ | ۵۱٪ | ۱۹٪          | ۲۱٪  |
| ۱۸–۲۲ مارس           | Panelbase/Sunday Times                                               | ۸۸۵        | ۳۶٪ | ۴۶٪ | ۱۸٪          | ۱۰٪  |
| ۲۰–۲۸ فوریه          | TNS BMRB/Scottish CND بایگانی‌شده در ۲۱ اوت ۲۰۱۳ توسط Wayback Machine | ۱٬۰۰۱      | ۳۳٪ | ۵۲٪ | ۱۵٪          | ۱۹٪  |
| ۴–۹ فوریه            | Ipsos MORI/The Times                                                 | ۱٬۰۰۳      | ۳۴٪ | ۵۵٪ | ۱۱٪          | ۲۱٪  |
| ۳۰ ژانویه – ۱ فوریه  | Angus Reid                                                           | ۱٬۰۰۳      | ۳۲٪ | ۴۷٪ | ۲۰٪          | ۱۵٪  |
| ۱۱–۲۱ ژانویه         | Panelbase/Sunday Times                                               | ۱٬۰۰۴      | ۳۴٪ | ۴۷٪ | ۱۹٪          | ۱۳٪  |
| ۳–۹ ژانویه           | TNS BMRB بایگانی‌شده در ۵ نوامبر ۲۰۱۳ توسط Wayback Machine            | ۱٬۰۱۲      | ۲۸٪ | ۴۸٪ | ۲۴٪          | ۲۰٪  |
| ۳–۴ ژانویه           | Angus Reid                                                           | ۵۷۳        | ۳۲٪ | ۵۰٪ | ۱۶٪          | ۱۸٪  |

## برگزاری دوباره
در سال ۲۰۲۲ دیوان عالی بریتانیا حکم داد که اسکاتلند به لحاظ قانونی قدرت برگزاری دوباره همه‌پرسی استقلال از بریتانیا را ندارد.